# Fred-dy
Pour les articles homonymes, voir Freddy.
Fred-dy est une série télévisée québécoise en 52 épisodes de 45 minutes créée par Normand Canac-Marquis et diffusée du 11 janvier 2001 au 12 décembre 2002 à la Télévision de Radio-Canada.

## Synopsis
Dyane St-Louis, une femme au grand cœur, et Frédéric Dubois, son conjoint, sont propriétaires de Chez Fred-Dy, un restaurant du quartier Hochelaga-Maisonneuve, à Montréal. Ils forment une bien drôle de tribu avec leurs deux enfants et quatre autres qu'ils ont pris sous leur aile. Un cuisinier d'origine grecque, une serveuse délurée, une ancienne prostituée et un couple d'âge mûr partagent le quotidien de tout ce beau monde.

## Fiche technique
- Idée originale et auteur principal : Normand Canac-Marquis
- Scénarios et dialogues : Normand Canac-Marquis, Louis-Georges Girard, Jean-Marc Dalpé, Marie Adam, Monique Girard et Jean Pierre Desaulniers
- Réalisateur : Régent Bourque
- Réalisateur-coordonnateur : Albert Girard
- Directrice de production : Huguette Valiquette
- Productrice : Louise Ranger
- Producteurs exécutifs : Jacquelin Bouchard et Daniel Beauchesne
- Société de production : Pixcom
- Tournage: Studio Lasalle, équipe APVQ

## Distribution
- Luc Guérin : Frédéric Dubois
- Dominique Pétin : Dyane St-Louis
- Annick Bergeron : Odette Poupart
- Nathalie Breuer : Ève Robitaille
- Mireille Brullemans : Manon Dumais
- Didier Buzizi : Dieudonné Tanzi-Dubois
- Léa-Marie Cantin : Roberta Richard
- Guillaume Champoux : Thomas St-Louis-Dubois
- Pierre Collin : Maurice Dubois
- Stéphan Côté : Vincent Dubois
- Sébastien Delorme : André Letendre
- Geneviève Déry : Andréanne
- Geneviève Désilets : Véronique St-Louis-Dubois
- Claude Despins : Pierre « Ice » Corbeau
- René-Daniel Dubois : Gérard Godain, alias Gerry
- Maxime Dumontier : Junior
- Danielle Fichaud : Mona Gagnon
- Catherine Florent : Sophie Roberge
- Mélissa Flynn : Catherine Lafond, alias Katou
- Johanne Fontaine : Claire Brouillard
- Valérie Gervais-Lillo : Roxanne Dumais
- Marie-Ginette Guay : Carmelle Maltais
- Maude Guérin : Nicole Belzile
- Josée Guindon : Solène Galarneau
- Claire Jacques : Josie Pinard
- Stéphane Jacques : Big Marc Chartrant
- Monique Joly : Rita Bessette
- Roger La Rue : Robert Colpron
- Nicole Leblanc : Madeleine Dubois
- Valérie Lemaire : Carole Pilon-Poupart
- Danielle Lépine : Olga Svater
- Anne Létourneau : Mariette Dubois
- Dominique Lévesque : Ben Gagnon
- Sylvie Lussier : Jeanne Beaulieu
- Jessica Malka : Anne-Louise Falardeau, dite Ti-Lou
- Sylvain Massé : Beau-père de Katou
- Michel Monty : François Falardeau
- Kim Olivier : Samuel Bibeau
- Danièle Panneton : Ginette Pilote
- Cédric Pépin : Marcel « Finger » Dupuis
- Pierre Poirier : Jean-Guy Beaulieu
- Jack Robitaille : Chrystos Manupopoulos
- Lise Roy : Camille O'Sullivan
- Francine Ruel : Christine Brodeur
- Marjorie Smith : Violette Lafleur
- Jean-Nicolas Verreault : Philippe Jobin
- Zébulon A. Vézina : Pétale Lafleur
- Mariloup Wolfe : Élise Désy
- Carmina Sénosier : Chloé
- Clément Sasseville : Concierge
- Leina Riel : étudiante
- Monik Vincent : Mme Gaudette
- Lorna Gordon : Vénia Didier
- Martin Fortier : Giguère
- Sylvain Bélanger : Bel homme

## Épisodes

### Première saison (2001)
1. Titre inconnu
2. Trop honnête pour être vrai!
3. Qui suis-je?
4. Un gros préjugé!
5. L'erreur est humaine
6. Faut pas se fier aux apparences!
7. Qu'est-ce qu'on ferait pas pour plaire?
8. Sujets délicats!
9. C'est une question de principe
10. Cours donc pas après le trouble!
11. C'est les solutions qui m'intéressent
12. Apprendre, c'est toujours risquer
13. La Loi c'est moi!

### Deuxième saison (2001-2002)
1. Et ça continue !
2. C'est pas la lance qui fait le guerrier
3. Rêver en couleurs !
4. Mêlez-vous donc de mes affaires!
5. Faire son nid!
6. À chacun sa vérité
7. Grosse concession
8. Des mots d'amour
9. C'est l'intention qui compte
10. C'est quoi le signe ! ?
11. Y'a de l'électricité dans l'air !
12. Quand c'est fêlé, autant casser net
13. L'Amour, c'est pas un cadeau !
14. Bonnes vacances, Frédéric !
15. Tout dire...
16. Prendre le taureau par les cornes
17. Partir, c'est fuir un peu...
18. Un peu, beaucoup, pas du tout
19. Sous influences
20. Secousses vitales
21. Sexe, petits mensonges et vidéo
22. Mise à nu
23. Gueules de loups
24. La Belle et la Bête
25. À quelque chose, parfois, malheur est bon
26. Fin de partie

### Troisième saison (2002)
1. Risquer l'inconnu
2. Dommages collatéraux
3. Pow wow... ou le conseil des femmes
4. Parfois, la réalité...
5. Faites vos jeux!
6. Les Beaux Risques
7. Et souffle le vent de changement
8. Faire la valise
9. À chacun son défi
10. Zones neutres
11. La Chance aux coureurs
12. Forcer les destins
13. L'avenir est une liberté